# Vama, Suceava
Vama (în germană Wama) este satul de reședință al comunei cu același nume din județul Suceava, Bucovina, România.

## Descriere
Localitatea Vama este situată în România, în nordul județului Suceava, în zona montană, suprafața fiind de 13.628 ha. Este situată la confluența râurilor Moldova și Moldovița, la altitudine de 600-800m. Diversitatea formelor de relief lasă o impresie puternică vizitatorului.
Pădurile ocupă 70% din suprafața comunei, procent cu care se înscrie între regiunile cu cele mai întinse domenii forestiere din țară. Relieful este predominant depresionar, comuna Vama fiind situată între Obcina Feredeului, Obcina Humorului și Masivul Rarău. Temperatura medie anuală este de 3-7 grade Celsius iar cantitatea medie de precipitații anuală este de 600-1000 l/mp. Ceața este frecventă în perioada rece.

## Privire generală
În 2009 comuna Vama a sărbătorit 600 de ani de atestare documentară.
În monografia 600 de ani de istorie a satului Vama, profesorul Ion Cernat, a redat atât părțile pozitive, cât și cele negative.
Ion Cernat, născut in anul 1942, in comuna Filipeni, județul Bacău a început prin publicarea de poezie și studii pe teme pedagogice, intrând apoi în cercetarea temeinică și sistematică a istoriei naționale.
Comuna Vama are o populația compusă din 6011 locuitori, grupați în 4 sate componente. Satul Prisaca Dornei a fost colonia germană Eisenau. Principalele domenii de activitate sunt creșterea animalelor, cultivarea terenurilor, prelucrarea lemnului, serviciile și turismul. Populația practică încă și multe dintre meșteșugurile tradiționale, printre care cioplitul pietrei, țesutul, prelucrarea lemnului, încondeierea ouălor, potcovirea cailor, toarcerea lânei.

## Istoric
Comuna Vama este una dintre cele mai vechi comune din țară, cu excepția poate, a unor localități din Ardeal, care sunt amintite din secolul al XII lea sau al XIII lea. Un act sigur despre existența acestei comune, a satului Vama, este de la Alexandru cel Bun din 1409, prin care amintește existența unui punct de vamă la vărsarea Moldoviței în Moldova, unde era o veche vamă, preluată de domnii români și unde se vămuiau marfurile din Moldova spre Transilvania și Ungaria și înapoi.
Numele satului vine de la punctul de vamă. Vama s-a mutat de aici din localitate, din satul Vama, în secolul al XVI lea la Câmpulung, dar numele i-a rămas. Mărfurile au trecut tot pe aici, dar nu se mai vămuiau acolo, ci la Vama Domnească de la Câmpulung, după ce Ștefan cel Mare, a preluat veniturile vămii, care fuseseră date de către Alexandru cel Bun, Mănăstirii Moldovița, zidită și înălțată de el.
Stăpânirea pe care o avea Mănăstirea Moldovița asupra satului, a durat 384 de ani și datorită mănăstirii există și suficiente documente despre Vama, care să arate că nu au fost întotdeauna relațiile așa line, netede și de calitate superioară între mănăstire și vămeni.
Vămenii, locuitorii acestui sat, au fost dăruiți, cum era practica medievală, Mănăstirii Moldovița. Aceștia trebuiau să muncească pentru mănăstire, un număr de zile de clacă pe an, să dea niște plocoane, să meargă la cosit, să taie lemne, acestea numindu-se mai târziu boieresc, deci datoriile pe care țăranii le aveau pentru boieri.
În 1774, în această parte a Moldovei, au intrat trupele austriece. La o înțelegere atât cu turcii, cât și cu rușii, și-au făcut intrarea aceste trupe străine imperiale și au ocupat o bună parte din nordul Moldovei. Până la urmă au rămas ocupați numai 10.400 km2.

## Turism
Vama este un punct turistic însemnat și o bază de plecare spre obiective turistice din zonă. Asigurând legătura între est și vest sau între zona de podiș și cea de munte, comuna Vama este o placă turnantă pentru industria turistică suceveană. Dezvoltarea produselor turistice rurale în zona Vama are numeroase puncte forte:
- poziționare în centrul județului Suceava și al obiectivelor turistice din zonă
- patrimoniu turistic natural și antropic deosebit de valoros
- acces facil atât rutier cât și feroviar
- existența unor rute internaționale atât pe calea rutieră E576 cât și pe calea ferată
- interesul și preocuparea comunității rurale și a autorităților locale
- tarife accesibile
- fructe și legume proaspete de sezon și prooduse tradiționale
- posibilitatea oferită turiștilor de a participa la obiceiuri tradiționale precum șezători, hore, colinde, hramuri, târguri, nedei, nunți, spectacole folclorice
- existența în pensiuni a dotărilor proprii pentru recreere, agrement, activități sportive și de întreținere

Comuna Vama, prin poziția sa, în centrul Bucovinei, oferă variate posibilități de organizare de mici excursii de câteva ore, care pot fi chiar combinate în trasee de o zi.
Câteva sugestii:
Cetatea de Scaun a Sucevei, Mănăstirea Moldovița, Mănăstirea Putna, Chilia lui Daniil Sihastrul, Complexul muzeal Ciprian Porumbescu - Stupca, Mănăstirea Voroneț, Mănăstirea Dragomirna, Atelierul și muzeul ouălor încondeiate Vama, Cimitirul Eroilor Vama, Cordul secular Slătioara, "Pietrele Doamnei" din Masivul Rarău, Salina Cacica, Ceramica neagră - Marginea, Herghelia și Rezervația naturală de la Lucina, Muzeul "Arta Lemnului" din municipiul Câmpulung Moldovenesc.

## Festivalul Hribului
Exploatând cu perseverență potențialul turistic extraordinar al zonei, în Vama se organiza anual, în septembrie, Festivalul Hribului, manifestare ce dorește să prezinte obiceiurile, produsele tradiționale și structurile de cazare din zona Vama.

## Legături externe
- Materiale media legate de Vama la Wikimedia Commons
- http://www.vama-bucovina.ro/ Arhivat în 29 decembrie 2013, la Wayback Machine.
- pl Wama în Dicționarul geografic al Regatului Poloniei și al altor țări slave, volum XII (Szlurpkiszki — Warłynka) 1892